# Mittelham
Mittelham ist eine Einöde des Marktes Kühbach im bayerischen Landkreis Aichach-Friedberg. Sie liegt etwa 1000 m nordöstlich von Oberschönbach und ca. 500 m nordwestlich von Unterschönbach.